# المگرون
ال-مگرون یک منطقهٔ مسکونی در لیبی است که در بنغازی واقع شده‌است.